# Frankfurter Brenten

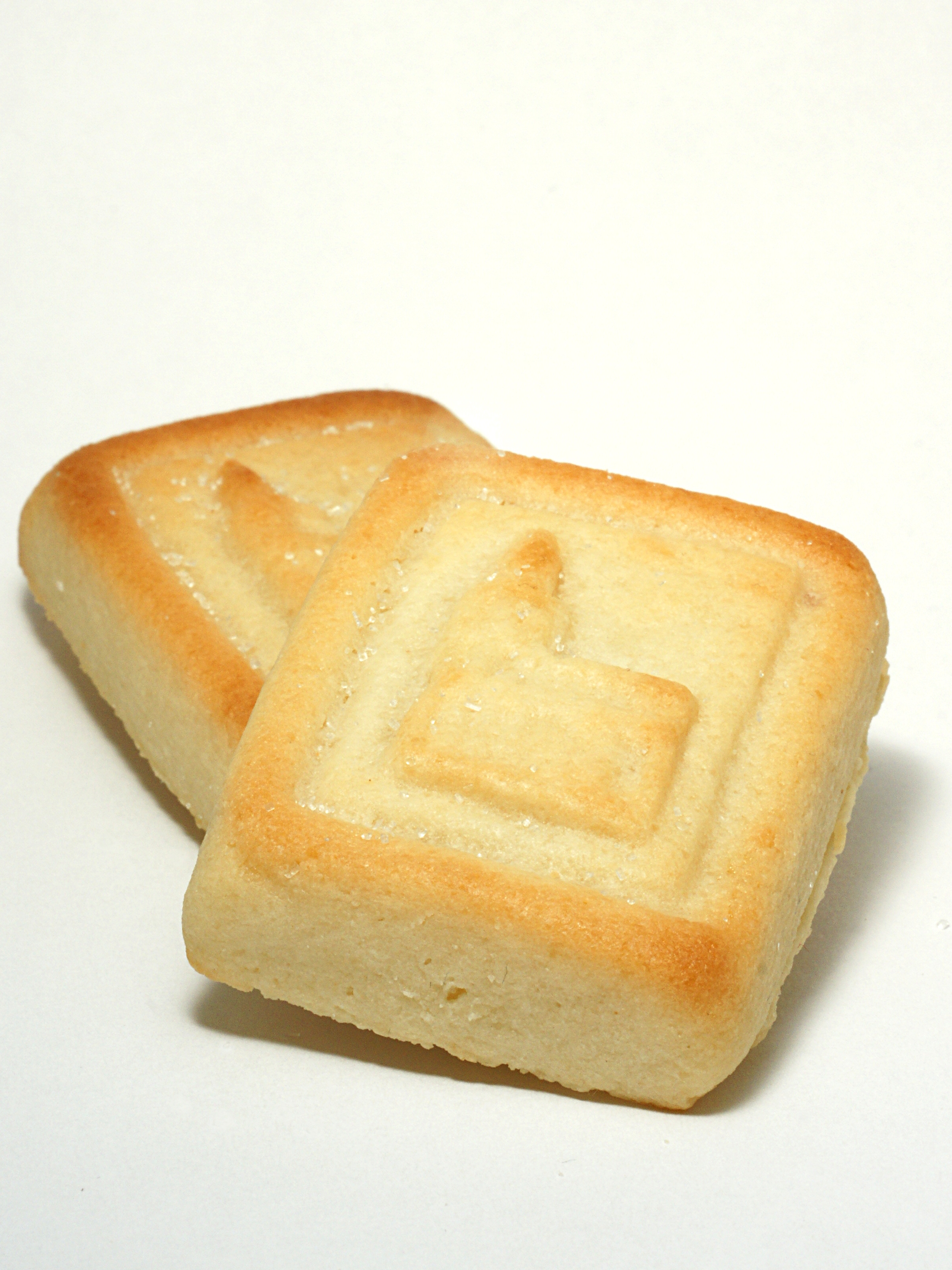
Frankfurter Brenten

Frankfurter Brenten sind eine traditionelle Teegebäckspezialität aus Frankfurt am Main, die bereits seit dem Mittelalter bekannt ist. 
Brenten werden im Prinzip aus dem gleichen Marzipanteig wie die heute beliebteren Bethmännchen hergestellt. Es gibt jedoch verschiedene Rezepturen für Frankfurter Brenten, die sich im Wesentlichen durch den Verzicht auf Mehl oder dessen Zugabe oder durch das Ersetzen des Zuckers durch Honig unterscheiden.
Das Gedicht Frankfurter Brenten von Eduard Mörike beschreibt ihre mühsame Herstellung. Heute wird in der Regel auf Fertigmarzipan zurückgegriffen.
Der Teig wird im Gegensatz zu den Bethmännchen in Modeln aus Holz zu kleinen Plätzchen geformt, häufig noch mit halbierten Mandeln verziert und im Ofen gebacken. Über die geschnitzten Model werden auch unterschiedliche Motive auf den Brenten geformt, ähnlich wie bei den ebenfalls über Model hergestellten Spekulatius. Brenten werden heute hauptsächlich in der Advents- und Weihnachtszeit konsumiert. In Frankfurt am Main sind die Brenten meist nur noch bei wenigen alteingesessenen Bäckereien und Konditoreien ab etwa Ende Oktober erhältlich.